# Hyponerita parallela
Hyponerita parallela är en fjärilsart som beskrevs av M.Gaede 1928. Hyponerita parallela ingår i släktet Hyponerita och familjen björnspinnare. Inga underarter finns listade i Catalogue of Life.